# Asocijativni bialgebroid
U matematici, ako je {\displaystyle L} asocijativna algebra nad nekim polje k, tada je lijevi asocijativni {\displaystyle L}-bialgebroid 
druga asocijativna k-algebra {\displaystyle H} zajedno sa sljedećim preslikanjima:
homomorfizam algebri {\displaystyle \alpha :L\to H} kojeg nazivamo preslikavanjem izvora, 
homomorfizam algebri {\displaystyle \beta :L^{\mathrm {op} }\to H} kojeg nazivamo preslikavenjem ponora, koji su takvi da slike od {\displaystyle \alpha } i {\displaystyle \beta } komutiraju u {\displaystyle H}, inducirajući dakle strukturu {\displaystyle L}-bimodula na {\displaystyle H} određenog pravilom {\displaystyle a.h.b=\alpha (a)\beta (b)h} za sve {\displaystyle a,b\in L,h\in H}; nadalje morfizam {\displaystyle L}-bimodula {\displaystyle \Delta :H\to H\otimes _{L}H}, za kojeg zahtijevamo da je kounitalno i koasocijativno komnoženje {\displaystyle H} na objektu {\displaystyle H} u monoidalnoj kategoriju {\displaystyle L}-bimodula s monoidalnim produktom {\displaystyle \otimes _{L}}. Nadalje, za pripadna kojedinicu {\displaystyle \epsilon :H\to L} tog komnoženja zahtijevamo da je lijevi kokarakter (u drugom jeziku, to znači da je preslikavanja {\displaystyle H\otimes L\ni h\otimes l\mapsto \epsilon (h\alpha (l))\in L} lijevo unitalno djelovanje koje proširuje množenje (gledano kao lijevo regularno djelovanje) {\displaystyle L\otimes L\to L} duž {\displaystyle \alpha \otimes \mathrm {id} _{L}}). Nadalje, tražimo usuglašenost među komnoženjem {\displaystyle \Delta } i množenjima algebre {\displaystyle H} i njenog tenzorskog kvadrata {\displaystyle H\otimes H}. Ako je algebra {\displaystyle L} nekomutativna, tenzorski produkt {\displaystyle H\otimes _{L}H} nad {\displaystyle L} nije algebra, dakle traženje uvjete tipa da je {\displaystyle \Delta :H\to H\otimes _{L}H} morfizam k-algebri, kako se to radi kod bialgebri, nema smisla. Umjesto toga, zahtijevamo da {\displaystyle H\otimes _{L}H} ima k-potprostor {\displaystyle T} koji sadržava sliku preslikavanja {\displaystyle \Delta } i ima dobro definirano množenje inducirano množenjem na {\displaystyle H\otimes H} uzduž projekcije na {\displaystyle H\otimes _{L}H}. Zahtijevamo, nadalje, da je kosuženje (korestrikcija) {\displaystyle \Delta |^{T}:H\to T} homomorfizam unitalnih algebri. Ako je homomorfizam za jedan takav potprostor {\displaystyle T}, tada je za svaki, i tada možemo napraviti kanonski izbor za {\displaystyle T}, naime Takeuchijev umnožak {\displaystyle H\times _{L}H\subset H\otimes _{L}H}, koji je u svakom slučaju algebra s množenjem induciranim uzduž projekcije s {\displaystyle H\otimes H}. Proizlazi da je dovoljno provjeriti da je slika od {\displaystyle \Delta } sadržana u Takeuchijevom umnošku i da je kosuženje komnoženja na njega homomorfizam algebri. Brzeziński i Militaru su pokazali da je pojam asocijativnog bialgebroida ekvivalentan pojmu {\displaystyle \times _{L}}-algebre kojeg je uveo Takeuchi još 1977.
Pojam asocijativnog bialgebroida je poopćenje pojma k-bialgebre gdje je komutativni bazni prsten zamijenjen nekomutativnom k-algebrom {\displaystyle L}. Hopfov algebroid nad {\displaystyle L} je uređeni par asocijativnog bialgebroida s totalnom algebrom {\displaystyle H} i antiendomorfizma algebre {\displaystyle H} koji zadovoljava neke dodatne uvjete (za razliku od slučaja asocijativnih bialgebroida gdje su osnovnee varijante definicije u literaturi zapravo ekvivalentne, u literaturi se promatra više sličnih ali bitno neekvivalentnih varijanti pojma Hopfovog algebroida). 
Naziv bialgebroid je uvela J-H. Lu. Često izostavljamo pomen asocijativnosti u nazivu, čija glavna funkcija je razlikovanje od Liejevih bialgebroida, koje također često zovemo naprosto bialgebroidima. Asocijativni bialgebroidi se pojavljuju u dvije kiralne verzije, lijevoj i desnoj. Dualan je pojam bikoalgebroida.

## References
1. ↑  Böhm, Gabriella. 2008. Hopf Algebroids. Handbook of algebra. arXiv:0805.3806
2. ↑  Brzezinski, Tomasz; Militaru, Gigel. 2000. Bialgebroids, {\displaystyle \times _{A}}-bialgebras and duality. arXiv:math.QA/0012164
3. ↑  M. Takeuchi, Groups of algebras over {\displaystyle A\times {\bar {A}}}, J. Math. Soc. Japan 29, 459–492, 1977
4. ↑  Lu, Jiang-HUA. 1996. Hopf Algebroids and Quantum Groupoids. International Journal of Mathematics. str. 47–70. arXiv:q-alg/9505024. doi:10.1142/S0129167X96000050. S2CID 9861060
5. ↑  Imre Bálint, Scalar extension of bicoalgebroids, Appl. Categor. Struct. 16, 29–55 (2008)

## Vanjske poveznice
- nLab, Associative bialgebroid, https://ncatlab.org/nlab/show/bialgebroid
- Stjepan Meljanac, Zoran Škoda, Martina Stojić, Lie algebra type noncommutative phase spaces are Hopf algebroids, Lett. Math. Phys. 107:3, 475–503 (2017) http://dx.doi.org/10.1007/s11005-016-0908-9 http://arxiv.org/abs/1409.8188